# Shay Holtzman
Shay Holtzman (in ebraico שי הולצמן‎?; Natanya, 11 gennaio 1984) è un ex calciatore israeliano, di ruolo attaccante.

## Carriera
Fu capocannoniere del campionato israeliano nelle stagioni 2002-2003 e 2003-2004.

## Palmarès

### Club
- Campionato israeliano: 1

Maccabi Haifa: 1993-1994
- Coppa di Lega israeliana: 1

Maccabi Haifa: 1993-1994

### Individuale
- Capocannoniere del campionato israeliano: 2

2002-2003 (18 reti), 2003-2004 (16 reti)